# Libyens ambassad i Stockholm
Libyens ambassad i Stockholm  är Libyens diplomatiska representation i Sverige. Ambassaden upprättades 1975. Diplomatkoden på beskickningens bilar är CG.

## Fastigheter
Libyens ambassad inrymdes först på Banérgatan 10, men sedan 1978 är den belägen i fastigheten Piplärkan 8 vid Valhallavägen 74 i Lärkstaden. Byggnaden restes ursprungligen 1909-1910 som enfamiljshus efter arkitekten Torben Gruts ritningar.

## Historik
Den 7 mars 2011 tillkallades polisen till ambassaden efter ett överfallslarm. Polisen uppger att under ett bråk har två diplomater uttalat hotelser mot varandra. Polismyndigheten skickade en anmälan om detta till UD.
Ambassaden har varit föremål för ett flertal demonstrationer och avspärrningar, bland annat i samband med libyska inbördeskriget 2011. Under det libyska inbördeskriget blev ambassaden också tillfälligt ockuperad vid ett tillfälle i april 2011.
Libyer i Sverige har också protesterat direkt till Sverige utrikesminister Carl Bildt den 18 april 2011 mot innehavaren av ambassadörsposten. Detta efter Rapports uppgifter den 17 april 2011 om att chefen för Libyens ambassad i Stockholm arbetar för Libyens fruktade säkerhetstjänst, men ändå innehar diplomatstatus som innebär att chefen aldrig kan arresteras för olika former av brottsligheter i Sverige. Bildt framför att frågan är under beredning på Sveriges utrikesdepartement. Detta trots att den dåvarande chefen för Libyens ambassad, chargé d'affaires Abdulmagid Buzrigh redan den 8 mars 2011 till utrikesdepartementet (UD) framförde att Sverige borde utvisa två av diplomaterna på ambassaden. En av dem ansåg han var särskilt farlig för libyer boende i Sverige. I brevet till UD skriver Libyens chargé d'affaires Buzrigh att "Han är en av de farligaste personerna för oss. Han slåss emot libyerna. Han tillhör säkerhetstjänsten". UD genomförde aldrig någon aktion mot den mannen utan istället är det Buzrigh som fråntas sin diplomatiska status 10 mars 2011. Detta efter att Gaddafiregimen har uppmanat UD att göra detta. SVT uppger den 17 april 2011  att en källa har framfört påståendet till dem om den nya ambassadchefens arbete för ESO - Libyens yttre säkerhetstjänst.

## Beskickningschefer
| Namn                     | Period    | Funktion   |
| ------------------------ | --------- | ---------- |
| Tuhami A S Elhares       | 2011–2014 | Ambassadör |
| Ibrahim Mousa Said Grada | 2014–2017 | Ambassadör |